# Praça de Espanha (metropolitana di Lisbona)
Praça de Espanha è una stazione della linea Blu della metropolitana di Lisbona.
La stazione è stata inaugurata nel 1959 con il nome di Palhavã. Dal 1995 la stazione usa il nome attuale.

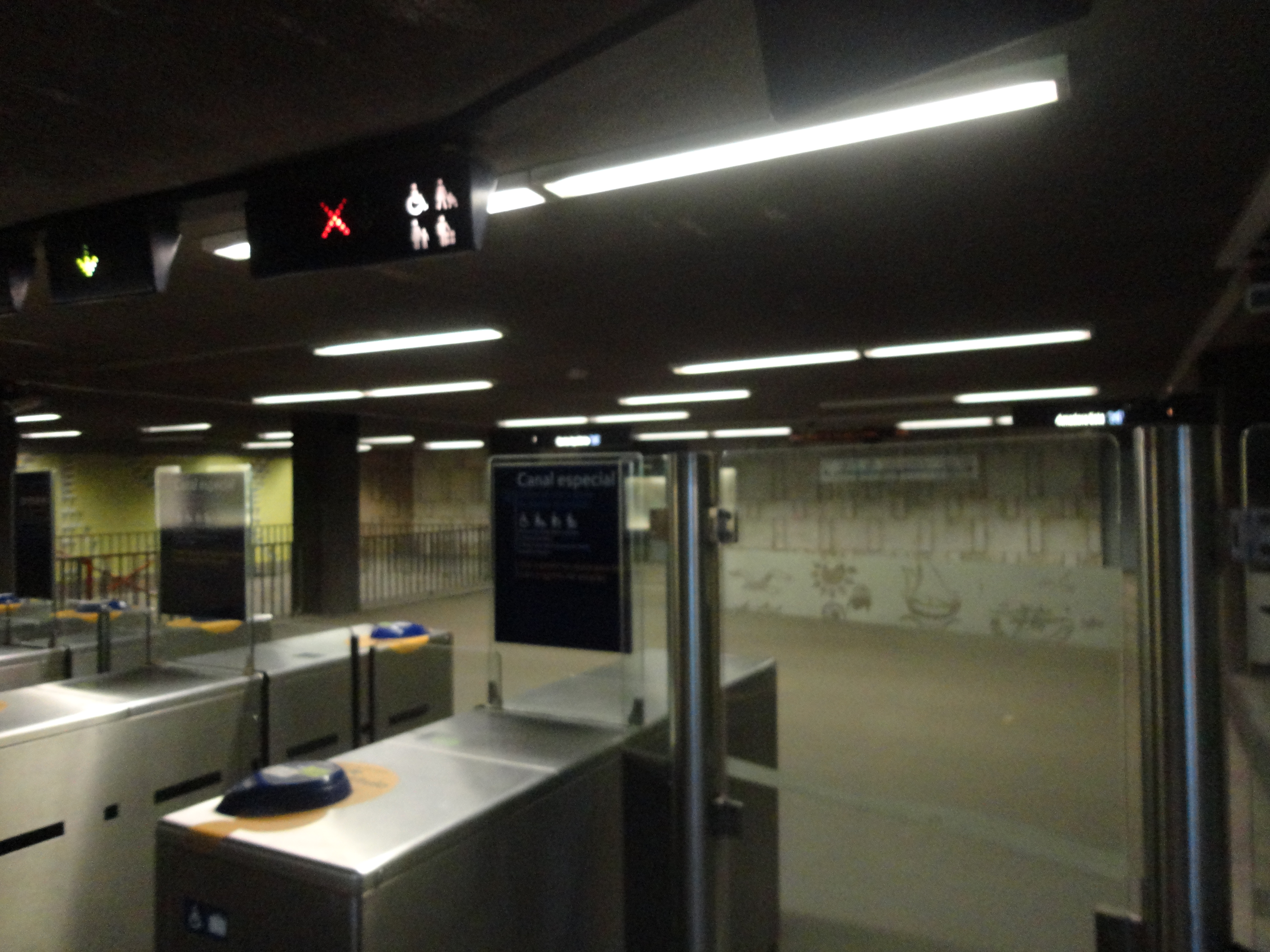
Mezzazino della stazione

## Interscambi
Nelle vicinanze della stazione effettuano fermata alcune linee automobilistiche urbane e interurbane, gestite da Carris e Transportes Sul do Tejo.
- Fermata autobus